# Butterscotch

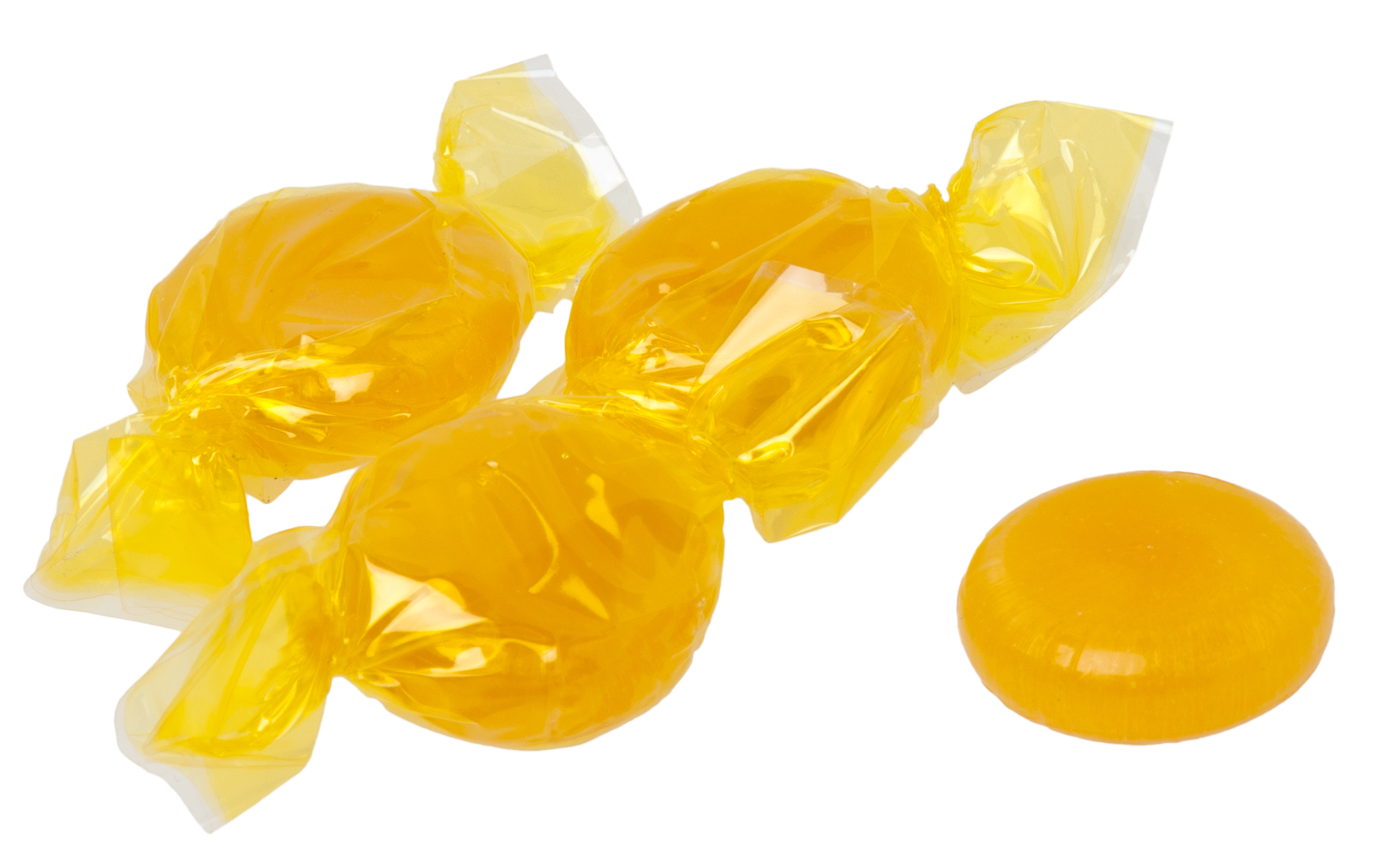
Butterscotch-Bonbons

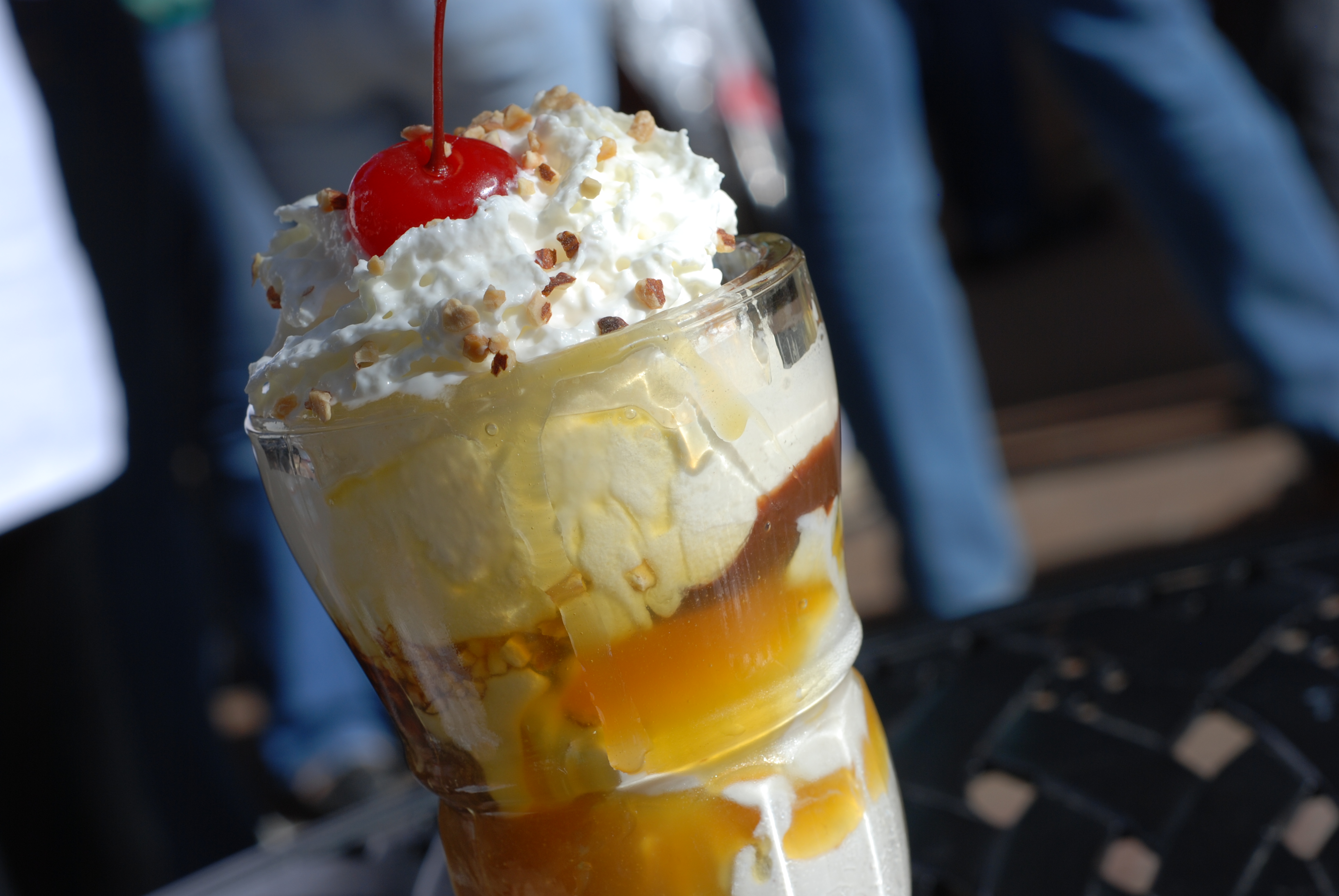
Eis mit Butterscotch und Hot Fudge

Butterscotch ist eine Süßware, die im Wesentlichen aus braunem Zucker und Butter hergestellt wird. Je nach Rezept können weitere Zutaten hinzukommen, so zum Beispiel Sahne, Sirup, Zitronensaft, Vanille oder eine Prise Salz. Das Rezept ähnelt dem von Toffee.
Der Ausdruck „Butterscotch“ wird ferner als Bezeichnung einer Geschmacksrichtung für weitere Produkte verwendet, etwa für Pudding oder Likör.